# Jaromír Chmelař
Jaromír Chmelař (nar. 13. června 1958, Dobruška) je průmyslový designér a konstruktér.

## Život
Po studiu střední průmyslové školy v Novém Městě nad Metují nastoupil na České vysoké učení technické v Praze. Po ukončení studií nastoupil do hodinářské firmy ELTON v Novém Městě nad Metují na pozici technologa. Od roku 1985 pracoval ve firmě ADAST Dobruška (pozdější Dobrušské strojírny, dále transformované do společnosti Grafitec, dnes Koenig & Bauer Grafitec), která se zabývá výrobou archových ofsetových tiskových strojů. Zde začínal jako konstruktér. V letech 1995–1998 studoval design výrobků na Vysoké škole uměleckoprůmyslové v Praze pod vedením Otakara Diblíka. Po ukončení studií, od roku 1998, působil jako firemní designér zodpovědný mj. za vnější vzhled tiskových strojů a příslušenství, včetně konstrukčího návrhu krytů a ovládacích prvků. Je autorem několika patentů a průmyslových vzorů. Od roku 2004 působí jako samostatný průmyslový designér a konstruktér.

## Dílo
- Design archových ofsetových tiskových strojů a příslušenství (Grafitec)[2]
- Design flexotiskových strojů a příslušenství (SOMA Lanškroun)[2][4]
- Design obráběcích strojů (TOS-Hostivař, TOS-Kuřim, ČKD Blansko, OMOS Blansko, MHD Werkzeugmaschinen)[2]
- Design technologických zařízení[2]

## Ocenění
- Zlatý Embax Print 1997 Brno za archový ofsetový tiskový stroj Polly 66 (Grafitec)[3]
- Gold Medal POLIGRAFIA 1998 Poznaň International Fair za archový ofsetový tiskový stroj Polly 66 (Grafitec)[3]
- Grand Prix ForArch 2003 Praha za tepelné čerpadlo TCLM KOMPLET 7.1 (PZP KOMPLET)[3]
- Design Centrum: Vynikající výrobek roku 2005
  - Vynikající design za soubor povlakovacích zařízení[3]
  - Dobrý design za vysekávací automat SOMA BULLDOG[3][4]
- Design Centrum: Vynikající výrobek roku 2007
  - Vynikající design za soubor polygrafických strojů SOMA FLEX CASINGS a SOMA CUT PURESHEET[3][4]
- iF Industrial design Award 2018 (Hannover) za soubor tepelných čerpadel (PZP Heating)[3]